# إلى متى (مسلسل)
إلى متى هو مسلسل تلفزيوني قطري عرض بعام 2009.

## ملخص القصة
تدور أحداث المسلسل حول مديرة المدرسة شجون التي تعيش مع أبنائها وزوجها، وفي يوم من الأيام تقبض الشرطة على زوجها أبو سعود بتهمة الإتجار بالمخدرات، ثم تدخل العائلة في عدة مشاكل عقب وفاته بالمستشفى.

## البطولة
- زهرة عرفات شجون
- عبد الله عبد العزيز (ممثل قطري) سعود
- ناصر محمد حمزة
- ليلى السلمان واضحة
- شيماء سبت نورة
- غانم السليطي ابو سعود
- يلدا (ممثلة) الممرضة امنة
- أميرة محمد جواهر
- مي عبد الله نسايم
- حسن إبراهيم
- نجوى الكبيسي مهرة
- ابتسام عبد الله (ممثلة) امل
- شمعة محمد ام حمزة
- يوسف خليل عبدالعزيز
- علي سيف (ممثل قطري) شاهين
- ريم عبد الرحمن اسيل
- أمينة الصايغ ابنة شاهين